# Rolf Blaaskæg
Rolf Blaaskæg er en fransk stumfilm fra 1901 af Georges Méliès.